# Birač (BiH)
Birač je ime koje se od osmanlijskog doba odnosi na područje u srednjem Podrinju između Vlasenice na zapadu i Srebrenice na istoku. To je visoravan s visinom od 600 – 900 m. Pruža se u pravcu sjeverozapad-jugoistok.
Najviši vrhovi su: Sikira s 1071 m, Komić 1032 m, i Lisina 1262 m. Cijeli kraj je ispresijecan dolinama rječica koje izviru na jugozapadu ispod planine Javor i teku na sjeverozapad do ulijevanja u rijeku Jadar. Područje je poznato po blagoj klimi i voćarstvu. Tlo je manjim dijelom poljoprivredno i pod pašnjacima, a većim je pod šumama.
U Birču postoji više naselja razbijenoga tipa: Gornji Zalukovik, Vrli Kraj, Gerovi, Bačići, Višnjica, Nurići, Pomol, Bečići, Gornje i Donje Vrsinje, Zaklopača, Zagrađe. Stanovnici se bave poljoprivredom i stočarstvom.
Regija Birač obuhvaća teritorije općina: Zvornik, Osmaci, Šekovići, Vlasenica, Milići, Bratunac i Srebrenica.
Bosanski Srbi su 9. studenoga 1991. na prostoru Birača proglasili SAO Birač.